# NGC 519
NGC 519 é uma galáxia elíptica (E) localizada na direcção da constelação de Cetus. Possui uma declinação de -01° 38' 29" e uma ascensão recta de 1 horas, 24 minutos e 28,7 segundos.
A galáxia NGC 519 foi descoberta em 20 de Novembro de 1886 por Lewis A. Swift.